# 周波数スペクトル

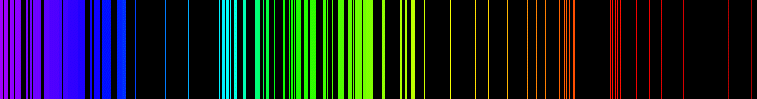
鉄の輝線スペクトル

周波数スペクトル（しゅうはすうスペクトル、英: Frequency spectrum）とは、周波数、色、音声や電磁波の信号などと関係の深い概念である。光源は様々な色の混合であり、それぞれの色の強さは異なる。プリズムを使うと、光が周波数によって別々の方向に屈折し、虹のような色の帯が現れる。周波数を横軸としてそれぞれの成分の強さをグラフに示したものが、光の周波数スペクトルである。可視光がどの周波数についても同じ強さであれば、その光は白く見え、スペクトルは平坦な線となる。
音源も同様に様々な周波数の成分の混合である。周波数が異なれば、人間の耳には違った音として聞こえ、特定の周波数の音だけが聞こえる場合、それが何らかの音符の音として識別される。雑音は一般に様々な周波数の音を含んでいる。このため、スペクトルが平坦な線となるノイズを（光の場合からのアナロジーで）ホワイトノイズと呼ぶ。ホワイトノイズという用語は、音声以外のスペクトルについても使用される。
ラジオやテレビの放送は、割り当てられた周波数の電磁波（チャンネル）を使用する。受信機のアンテナは、それらを周波数に関係なく受信し、チューナー部がそこから1つのチャンネルを選択する。アンテナの受信した全周波数について、周波数毎の強さをグラフに表せば、それが信号の周波数スペクトルとなる。

## 種類
各周波数成分はその周波数と複素係数によって完全に特徴づけられる。周波数に対して成分の何を対応させるかによって周波数スペクトルは分類される。

### 複素スペクトル
複素スペクトル（英: complex spectrum）は周波数に振幅と位相を対応させたスペクトルである。複素数は極形式を用いて絶対値（振幅）と偏角（位相）で表現できる。この2要素を周波数に対応させた、元信号を完全に表現するものが複素スペクトルである。

### 振幅スペクトル
振幅スペクトル（英: amplitude spectrum）は周波数に振幅を対応させたスペクトルである。すなわち位相成分を無視した複素スペクトルである。振幅スペクトルから元信号を再現することはできないが有用な場面が多い。例えばヒトの聴覚は周波数成分の振幅に敏感だが位相に鈍感であるため、振幅のみに着目したこのスペクトルが有用である。

### 位相スペクトル
位相スペクトル（英: phase spectrum）は周波数に位相値を対応させたスペクトルである。波のコヒーレンスを議論する際に用いられる。

### パワースペクトル
パワースペクトル（英: power spectrum）は周波数に振幅の二乗を対応させたスペクトルである。周波数間隔の補正によって密度関数化したものはパワースペクトル密度と呼ばれ、ウィーナー＝ヒンチンの定理を介して相関関数と結びつく。

## スペクトル解析

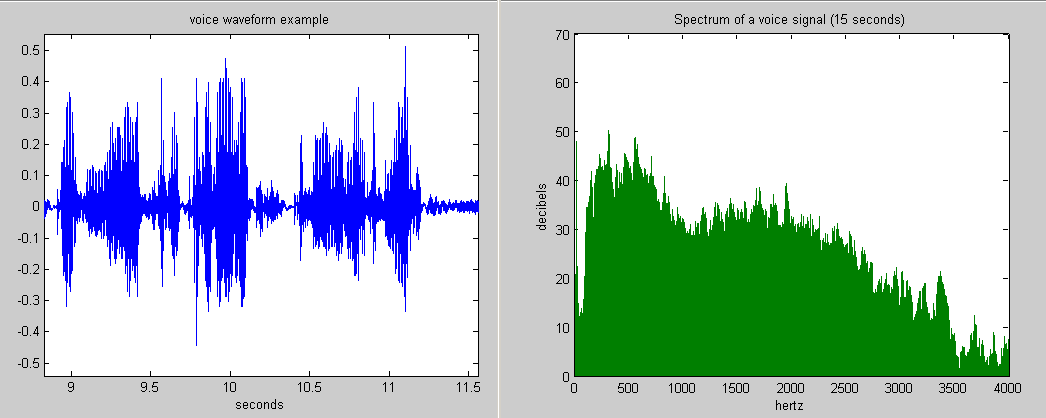
音声波形とその周波数スペクトルの例

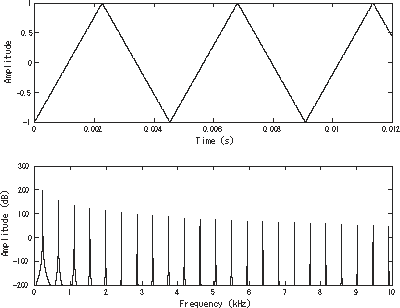
三角波を時間領域（上）と周波数領域（下）で図示したもの。基本周波数成分は 220Hz (A2)

上述したように、光や音や電磁波信号は様々な周波数の成分から構成されている。そのようなものから周波数毎の強さを定量的に求める処理をスペクトル解析（spectrum analysis）と呼ぶ。スペクトル解析は、信号の短時間の領域について行ったり、長期の領域で行ったりするし、何らかの関数（例えば {\displaystyle {\begin{matrix}{\frac {\sin(t)}{t}}\end{matrix}}\,}）について行ったりする。
関数のフーリエ変換によってスペクトルが生成され、逆変換によって元の関数が合成される。逆変換による再現を可能とするには、各周波数の強さ（振幅）だけでなく、位相を保持しなければならない。従って、各周波数の成分は2次元ベクトルまたは複素数で表されるか、大きさと位相（極座標系）で表される。図示する場合は、一般に大きさだけを示す。これをスペクトル密度とも呼ぶ。
逆変換が可能であるため、フーリエ変換は関数の表現の一種であり、時間の関数だったものを周波数の関数に変換したものと言える。これを周波数領域表現と呼ぶ。時間領域で適用可能な線形な操作（例えば2つの波形を重ね合わせる）は、周波数領域でも容易に行える。時間領域の（線形も非線形も含めた）各種操作の結果と、周波数領域でそれがどういう結果となるかを理解しておくと便利である。例えば、スペクトル上に新たな周波数成分が出現するのは、非線形な操作を行ったときだけである。
無作為な（確率論的）波形（例えばノイズ）のフーリエ変換結果も無作為的になる。周波数成分を明確化するには、何らかの平均化が必要となる。一般に、データを一定区間に分割し、それぞれの区間毎に変換を行う。そして、振幅成分（またはその二乗）の平均を計算する。これは、デジタイズされた時系列データでの離散フーリエ変換で一般的な手法である。結果が平坦な線になるとしたら、上述したようにそれがホワイトノイズと呼ばれるものである。

## 物理学におけるスペクトル解析
物理学では多くの場合、通常の関数に対してはそのフーリエ変換またはフーリエ級数を求めることをスペクトル解析と呼ぶ。確率過程に対してはそのスペクトル密度（ウィーナー＝ヒンチンの定理より、これは相関関数のフーリエ変換に等しい）を求めることをスペクトル解析と呼ぶ。これらはいずれも、一見複雑そうに見える現象を、最も基本的で単純な物理的過程である単一振動数成分に分解することにほかならない。
単一の振動数の波は量子力学的には光子、フォノン、励起子その他の素励起として粒子的に描像することができるので、スペクトル解析が現象のメカニズムを分析するための重要な手段となる。
たとえばX(t) を光波とするならば、そのスペクトル密度は普通の意味でのスペクトルにほかならない。